# Siro Marcellini
Pour les articles homonymes, voir Marcellini.
Siro Marcellini, né le 16 septembre 1921 à Genzano di Roma dans la province de Rome dans la région du Latium en Italie, est un réalisateur et un scénariste italien. Il a utilisé au cours de sa carrière les pseudonymes d'Omar Hopkins et de Sean Markson.

## Biographie
Il débute comme directeur de théâtre puis comme assistant réalisateur d'Augusto Genina sur le drame La Fille des marais (Cielo sulla palude) en 1949, film qui vaut à Genina plusieurs prix cinématographiques en Italie. Il assiste ensuite les réalisateurs Goffredo Alessandrini, Francesco Rosi et Primo Zeglio.
Il passe seul à la réalisation en 1953 avec la comédie Siamo ricchi e poveri (it). Il réalise au cours de sa carrière douze films dont sept sur des scénarios dont il est l'auteur. En 1962, il réalise notamment le film Le Secret de d'Artagnan (Il colpo segreto di d'Artagnan) qui reprend le personnage du mousquetaire D'Artagnan et dont le rôle est ici joué par l'acteur américain George Nader. En 1967, il réalise Lola Colt, une comédie musicale se déroulant à l'époque du western, avec l'actrice et chanteuse américaine Lola Falana dans le rôle principal. Il tourne ensuite le film policier La Loi des gangsters (La legge dei gangsters) avec Klaus Kinski, Maurice Poli et Franco Citti dans les rôles principaux.
Sous le pseudonyme de Sean Markson, il tourne un film de guerre en 1971. Il travaille ensuite pour la radio et la télévision, réalisant notamment des documentaires pour ce dernier média.

## Filmographie

### Comme réalisateur

#### Au cinéma
- 1953 : Siamo ricchi e poveri (it) (coréalisé avec Roberto Amoroso (it))
- 1955 : Un palco all'opera
- 1956 : Ci sposeremo a Capri (it)
- 1958 : Double Vie (it) (Il bacio del sole)
- 1959 : Le Cavalier à l'armure d'or (I cavalieri del diavolo)
- 1960 : Meravigliosa (it)
- 1962 : Le Secret de d'Artagnan (Il colpo segreto di d'Artagnan)
- 1963 : Hercule le héros de Babylone (L'eroe di Babilonia)
- 1964 : L'Homme de la vallée maudite (it) (L'uomo della valle maledetta) (sous le nom d'Omar Hopkins)
- 1967 : Lola Colt (Lola Colt - Faccia a faccia con El Diablo)
- 1969 : La Loi des gangsters (La legge dei gangsters)
- 1971 : La Bataille de Crète (Quei dannati giorni dell'odio e dell'inferno) (sous le nom de Sean Markson) (coréalisé avec Vasílis Georgiádis)

### Comme scénariste

#### Au cinéma
- 1958 : Double Vie (it) (Il bacio del sole)
- 1959 : Le Cavalier à l'armure d'or (I cavalieri del diavolo)
- 1962 : Le Secret de d'Artagnan (Il colpo segreto di d'Artagnan)
- 1963 : Hercule le héros de Babylone (L'eroe di Babilonia)
- 1967 : Lola Colt (Lola Colt - Faccia a faccia con El Diablo)
- 1969 : La Loi des gangsters (La legge dei gangsters)
- 1970 : La Bataille de Crète (Quei dannati giorni dell'odio e dell'inferno)

### Comme assistant-réalisateur

#### Au cinéma
- 1949 : La Fille des marais (Cielo sulla palude) d'Augusto Genina
- 1952 : Les Chemises rouges (Camicie rosse) de Goffredo Alessandrini et Francesco Rosi
- 1952 : La Fille du diable (La figlia del diavolo) de Primo Zeglio

## Source
- (it) Roberto Poppi, I registi dal 1930 al giorni nostri, Rome, Gremesse, 2002, 456 p. (ISBN 88-8440-171-2, lire en ligne), p. 266.